# Pianiste (magazine)
Pour les articles homonymes, voir Pianiste (homonymie).
Pianiste est un magazine bimestriel français de musique classique. Il est le seul magazine entièrement consacré au piano et à la pratique de l’instrument.
Sa devise est « Jouer, progresser et se faire plaisir ! ».

## Histoire
Créé en 2000 au sein du groupe l'Express, Pianiste a ensuite appartenu au Groupe Altice Media. En octobre 2017, il est racheté par la société EMC2. Il est publié depuis le 1er novembre 2019 par les éditions Premières Loges, filiale du groupe Humensis. 
En février 2025, il est annoncé que la parution de Pianiste va cesser courant mars/avril,. 

## Organisation
Le magazine Pianiste s’adresse aux amateurs de piano. Il est divisé en trois sections, elles-mêmes comptant des sous-sections.
Chaque année est publié un numéro hors-série dédié à un compositeur, tel que Bach, Chopin, Mozart ou Beethoven.

## Caractéristiques du magazine
Pianiste a essentiellement une vocation pédagogique. Chaque numéro comporte un cahier détachable de partitions d’œuvres du grand répertoire annotées par des pianistes invités (Thomas Enhco, Jean-Marc Luisada, Michel Dalberto...). 
Dans la rubrique « Pédagogie », sont donnés des conseils théoriques et pratiques ainsi que des masterclass des intervenants.
Chaque magazine est accompagné d’un disque permettant d'écouter les partitions du magazine jouées par les pianistes eux-mêmes. Le magazine dispose aussi d'une chaîne YouTube sur laquelle toutes les masterclass sont à retrouver.